# Аревик (Армавирская область)
Аревик (арм. Արևիկ) — село в Армавирской области Армении.

## География
Село расположено в южной части марза, к северу от реки Аракс, на расстоянии 7 километров к юго-востоку от города Армавир, административного центра области. Абсолютная высота — 850 метров над уровнем моря.
Климат
Климат характеризуется как семиаридный (BSk в классификации климатов Кёппена). Среднегодовая температура воздуха составляет 12,1 °C. Средняя температура самого холодного месяца (января) составляет −3 °С, самого жаркого месяца (июля) — 25,3 °С. Расчётная многолетняя норма атмосферных осадков — 292 мм. Наибольшее количество осадков выпадает в мае (50 мм).

## История
Прежнее название села — Агджарх. По словам азербайджанского топонимиста Ситары Мирмахмудовой, тюркский топоним Агджарх (азерб. Ағҹаарх) происходит от слов агджа —  «беловатый» и арх — «канава». Слово агджа отражает сероватый оттенок почвы.
4 апреля 1946 года село Агджарх Октемберянского района Армянской ССР было переименовано в Аревик.

## Население
Иван Шопен отмечал, что согласно сведениям из "Камерального описания", составленного в 1829-1831 годах, в селе Агджа-Арх Сардарь-абадского магала Эриванской провинции проживало 140 человек, из которых 129 - мусульмане ("мюгаммедане"), и 11 - армяне, проживавшие в селе до 1828 года (в источнике называются "коренными армянами", чтобы отличать от армян, переселившихся в 1928-1931 годах в Армянскую область из Персии и Турции).
По данным «Сборника сведений о Кавказе» за 1880 год в селе Агджа-арх Эчмиадзинского уезда Эриванской губернии по сведениям 1873 года было 56 дворов и проживало 508 человек, в основном азербайджанцев (указаны как «татары»), которые были шиитами.
По данным «Кавказского календаря на 1912 год», в селе Агджа-Арх Эчмиадзинского уезда проживало 698 человек, в основном азербайджанцев, указанных как «татары».
| Год переписи | Население          | Население          | Население          | Население            | Население            | Население            |
| Год переписи | Наличное население | Наличное население | Наличное население | Постоянное население | Постоянное население | Постоянное население |
| Год переписи | Всего              | Мужчины            | Женщины            | Всего                | Мужчины              | Женщины              |
| ------------ | ------------------ | ------------------ | ------------------ | -------------------- | -------------------- | -------------------- |
| 2001         | 2473               | 1237               | 1236               | 2525                 | 1277                 | 1248                 |
| 2011         | 2399               | 1221               | 1178               | 2427                 | 1243                 | 1184                 |